# Alec Guinness
Pour les articles homonymes, voir Guinness (homonymie).
Alec Guinness, né le 2 avril 1914 à Maida Vale (Londres) et mort le 5 août 2000 à Midhurst (Sussex), est un acteur britannique.
Son interprétation du colonel Nicholson dans le film Le Pont de la rivière Kwaï (1957) est récompensée par un Oscar et un Golden Globe. Il apparaît également dans les films Lawrence d'Arabie (1962) et Le Docteur Jivago (1965), entre autres.
Il est aussi connu des générations de spectateurs plus jeunes pour son rôle d'Obi-Wan Kenobi dans les épisodes IV, V, VI de la série Star Wars.

## Biographie

### Formation et débuts
Alec Guinness est né de père inconnu. Tout en travaillant dans le secteur publicitaire, il tente d'entrer à la Royal Academy of Dramatic Art, mais ne peut obtenir une bourse. Il suit des études d'art dramatique pendant quelques mois au Fay Compton Studio of Dramatic Art,. Il rencontre à cette époque John Gielgud, qui tente de l'aider à percer dans le métier d'acteur, mais il débutera vraiment sa carrière sur scène dans le célèbre théâtre londonien Old Vic, d'abord par de petits rôles.
En 1941, il s'engage dans la Royal Navy.

### Carrière
Alors qu'il n'avait joué qu'un figurant dans Prima Donna (1934), Alec Guinness revient au cinéma en 1946 dans Les Grandes Espérances, de David Lean. Il devient une figure emblématique des Studios Ealing, notamment par ses prestations dans les comédies comme Noblesse oblige (Kind Hearts and Coronets) en 1949 (où il interprète huit rôles différents dont celui d'une femme) ou Tueurs de dames (The Ladykillers), en 1955 (pour lequel il a confié s'être inspiré du jeu d'Alastair Sim pour composer son personnage, et où l'on trouve au nombre de ses partenaires un certain Peter Sellers).

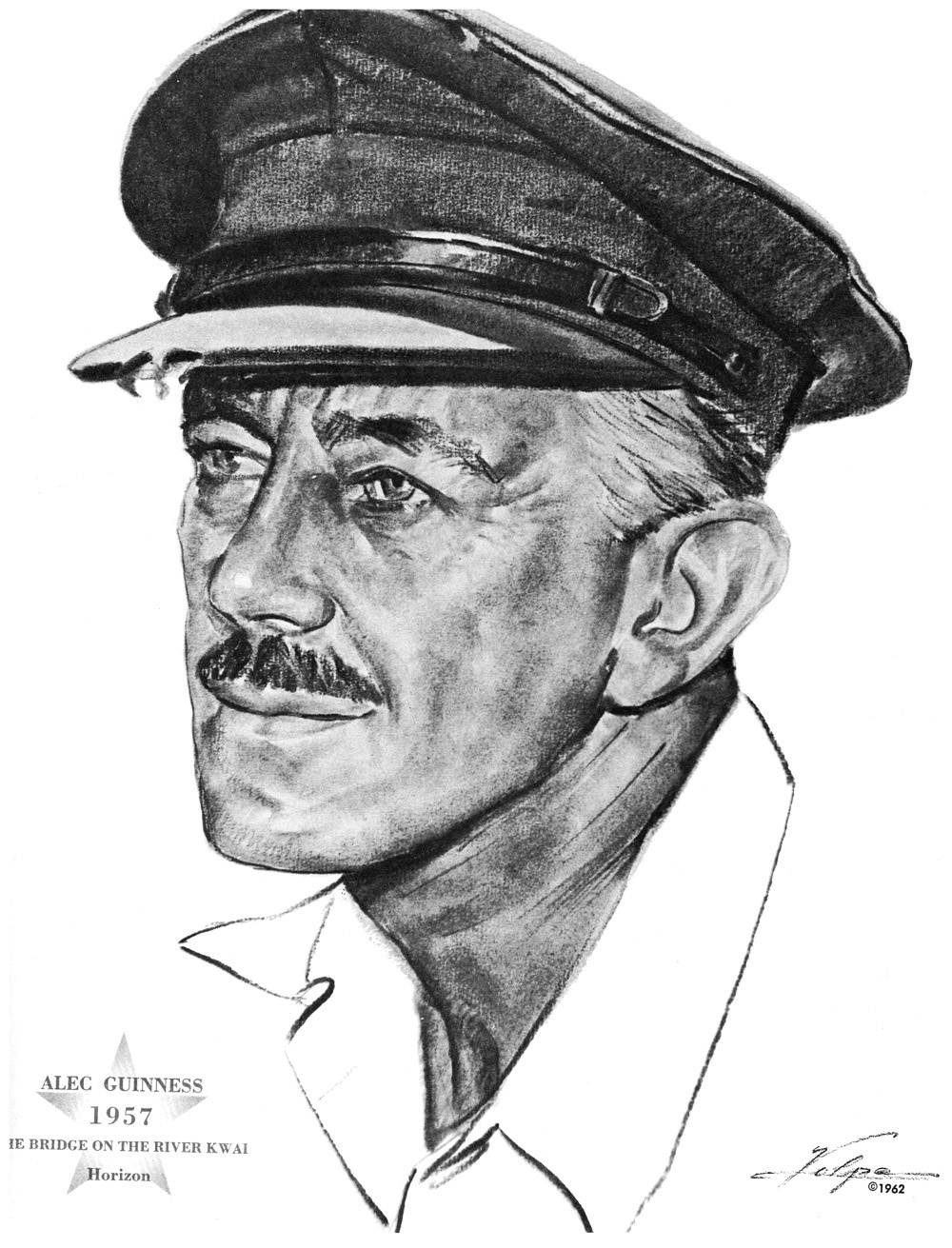
Portrait d'Alec Guinness en 1957 après avoir remporté l’Oscar du meilleur acteur pour son rôle dans Le Pont de la rivière Kwaï, sorti la même année.

Il est aussi un familier des films de David Lean puisqu'on le retrouve, entre autres, dans Oliver Twist (1948), Lawrence d'Arabie (1962), Docteur Jivago (1965) et surtout Le Pont de la rivière Kwaï (1957) où son interprétation du colonel Nicholson lui apporte un Oscar et un Golden Globe.
Il tient également le rôle d'Hitler en 1973 dans Les Dix Derniers Jours d'Hitler (Hitler: The Last Ten Days).
Une autre génération de spectateurs le connaît également pour son rôle du maître jedi âgé Obi-Wan Kenobi dans la saga Star Wars, un rôle qu'il appréciait très modérément. Surtout, il regrettait que le jeune public ne le connaisse qu'à travers celui-ci.
Enfin, il est l'incarnation de l'espion retraité George Smiley dans les adaptations télévisées de deux romans de La Trilogie Karla de John Le Carré.
Après soixante ans de carrière, il assure la relève en formant son fils Matthew, vu notamment dans La promise ou Lady Jane.

### Vie privée et mort
Alec Guinness épouse Merula Salaman en 1938. Le couple a eu un enfant, Matthew.
En 1956, il se convertit au catholicisme, un an avant son épouse. Jusqu'alors, il fréquentait l'Église anglicane (où il avait été baptisé à 16 ans) tout en restant incroyant. Dans son autobiographie (Blessings in Disguise), Guinness explique sa conversion par deux événements. Alors qu'il jouait près de Mâcon le rôle d'un prêtre en soutane (Détective du bon Dieu), en 1954, un petit garçon l'aborda dans la rue, lui prit la main et l'accompagna, le prenant pour un vrai prêtre. Guinness fut impressionné par la confiance de l'enfant. L'autre facteur est la maladie de son propre fils, atteint de poliomyélite, dont il guérit. Matthew se convertit lui-même à l'âge de 15 ans.
Il meurt le 5 août 2000 à Midhurst, dans le Sussex, des suites d'un cancer du foie.

## Filmographie

### Cinéma

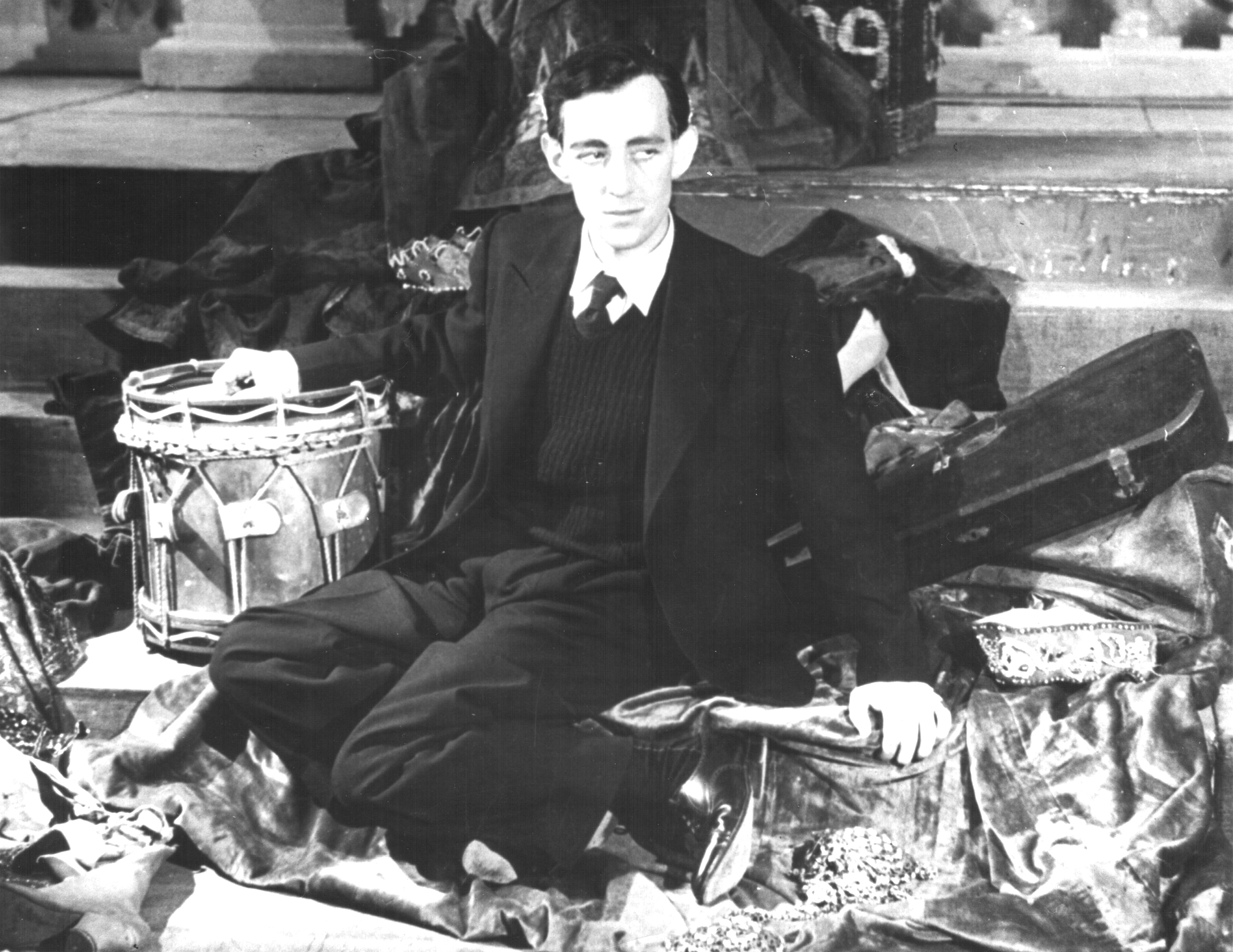
Alec Guinness en 1938.

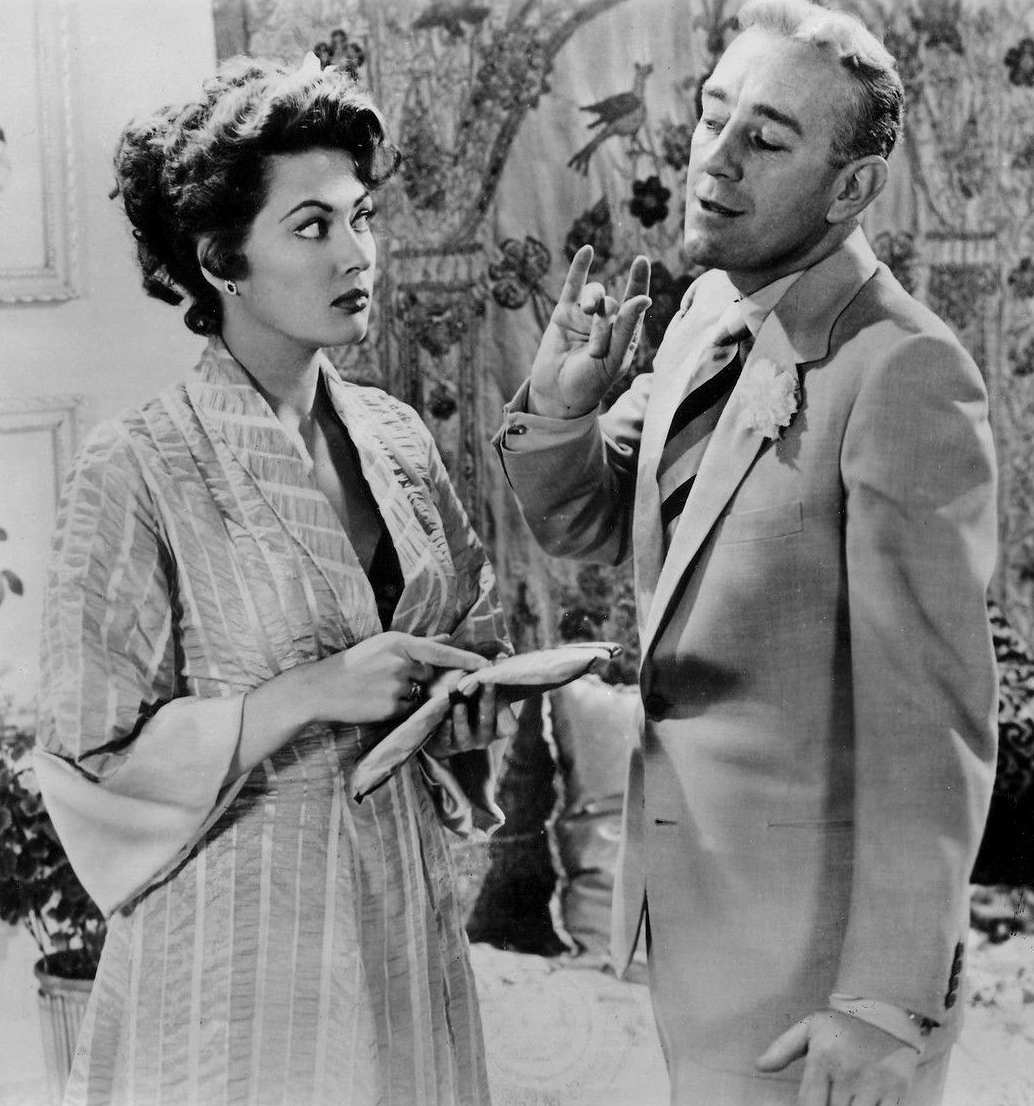
Avec Yvonne De Carlo dans Capitaine Paradis (1953).

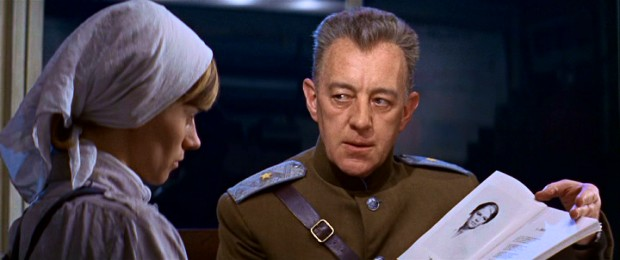
Avec Rita Tushingham dans Le Docteur Jivago (1965).

#### Années 1930 et 1940
- 1934 : Prima Donna de Victor Saville : figuration
- 1946 : Les Grandes Espérances de David Lean : Herbert Pocket
- 1948 : Oliver Twist de David Lean : Fagin
- 1949 : De la coupe aux lèvres de Charles Frend : Whimple
- 1949 : Noblesse oblige de Robert Hamer : la famille D'Ascoyne

#### Années 1950
- 1950 : Moineau de la Tamise de Jean Negulesco : Benjamin Disraeli
- 1950 : Vacances sur ordonnance de Henry Cass : George Bird
- 1951 : L’Homme au complet blanc d'Alexander Mackendrick : Sidney Stratton
- 1951 : De l'or en barres de Charles Crichton : Holland
- 1952 : Trois Dames et un as (The Card) de Ronald Neame : Edward Henry Machin
- 1953 : The Square Mile : le narrateur
- 1953 : Tonnerre sur Malte de Brian Desmond Hurst : le lieutenant Peter Ross
- 1953 : Capitaine Paradis d'Anthony Kimmins : le capitaine Henry St. James
- 1954 : L'An un d'un festival de Morten Parker
- 1954 : Détective du bon Dieu (Father Brown) de Robert Hamer : Père Brown
- 1955 : Deux Anglais à Paris de Robert Hamer : sir Edgar Fraser
- 1955 : Rowlandson's England de John Hawksworth (en) : le narrateur
- 1955 : L'Emprisonné de Peter Glenville : le cardinal
- 1955 : Tueurs de dames d'Alexander Mackendrick : le professeur Marcus
- 1956 : Le Cygne de Charles Vidor : le prince Albert
- 1957 : Le Pont de la rivière Kwaï de David Lean : le colonel Nicholson
- 1957 : Il était un petit navire de Charles Frend : le capitaine William Horatio Ambrose
- 1958 : De la bouche du cheval de Ronald Neame : Gulley Jimson
- 1959 : Le Bouc émissaire de Robert Hamer : John Barratt / Jacques De Gue
- 1959 : The Bachelor's Baby de Dick Powell

#### Années 1960
- 1960 : Les Fanfares de la gloire de Ronald Neame : le lieutenant colonel Jock Sinclair
- 1960 : Notre agent à La Havane de Carol Reed : Jim Wormold
- 1961 : Le Gentleman en kimono de Mervyn LeRoy : Koichi Asano
- 1962 : Lawrence d'Arabie de David Lean : le prince Fayçal
- 1962 : Les Mutinés du Téméraire de Lewis Gilbert : le capitaine Crawford
- 1964 : La Chute de l'Empire romain d'Anthony Mann : Marc Aurèle
- 1965 : Situation désespérée, mais pas sérieuse de Gottfried Reinhardt : Wilhelm Frick
- 1965 : Le Docteur Jivago de David Lean : le général Yevgraf Jivago
- 1966 : Le Secret du rapport Quiller de Michael Anderson : Pol
- 1966 : Paradiso, hôtel du libre-échange de Peter Glenville : Benedict Boniface
- 1967 : Les Comédiens de Peter Glenville : le major H. O. Jones

#### Années 1970
- 1970 : Cromwell de Ken Hughes : Charles Ier
- 1970 : Scrooge de Ronald Neame : le fantôme de Jacob Marley
- 1973 : Les Dix Derniers Jours d'Hitler d'Ennio De Concini : Adolf Hitler
- 1973 : François et le Chemin du soleil de Franco Zeffirelli : Pape Innocent III
- 1976 : Un cadavre au dessert de Robert Moore : Jamessir Bensonmum
- 1977 : To See Such Fun, documentaire de Jon Scoffield
- 1977 : Star Wars de George Lucas : Obi-Wan « Ben » Kenobi

#### Années 1980 et 1990
- 1980 : La Guerre des abîmes de Jerry Jameson : John Bigalow
- 1980 : Le Petit Lord Fauntleroy de Jack Gold : Le comte de Dorincourt
- 1980 : L'Empire contre-attaque d'Irvin Kershner : Obi-Wan « Ben » Kenobi
- 1983 : Le Retour du Jedi de Richard Marquand : Obi-Wan « Ben » Kenobi
- 1983 : Lovesick de Marshall Brickman : Sigmund Freud
- 1984 : La Route des Indes de David Lean : Godbole
- 1987 : Une poignée de cendre de Charles Sturridge : M. Todd
- 1988 : La Petite Dorrit de Christine Edzard (en) : William Dorrit
- 1991 : Kafka de Steven Soderbergh : le chef de service
- 1994 : Témoin muet d'Anthony Waller

#### Apparitions posthumes
- 2015 : Star Wars, épisode VII : Le Réveil de la Force de J.J Abrams : Obi-Wan « Ben » Kenobi (archive audio)
- 2019 : Star Wars, épisode IX : L'Ascension de Skywalker de J.J Abrams : Obi-Wan « Ben » Kenobi (archive audio)

### Télévision
- 1955 : Baker's Dozen de Desmond Davis : le major
- 1959 : The Wicked Scheme of Jebal Deeks de Franklin J. Schaffner : Deeks
- 1968 : Twelfth Night Sections de John Sichel : Malvolio
- 1969 : Conversation at Night de Rudolph Cartier : le bourreau
- 1974 : The Gift of Friendship de Mike Newell : Jocelyn Broome
- 1976 : Caesar and Cleopatra de James Cellan Jones : César
- 1979 : La Taupe (en) (Tinker, Tailor, Soldier, Spy) : George Smiley
- 1980 : Le Petit Lord Fauntleroy de Jack Gold : le comte de Dorincourt
- 1982 : Les Gens de Smiley (en) (Smiley's People) de Simon Langton : George Smiley
- 1984 : Edwin de Rodney Bennett
- 1993 : A Foreign Field (en) de Charles Sturridge

## Publications
- Blessings in Disguise (mémoires), 1985.
- My Name Escapes Me: The Diary of a Retiring Actor (mémoires), 1997.
- A Positively Final Appearance: A Journal 1996-98 (mémoires), 1999.

## Distinctions

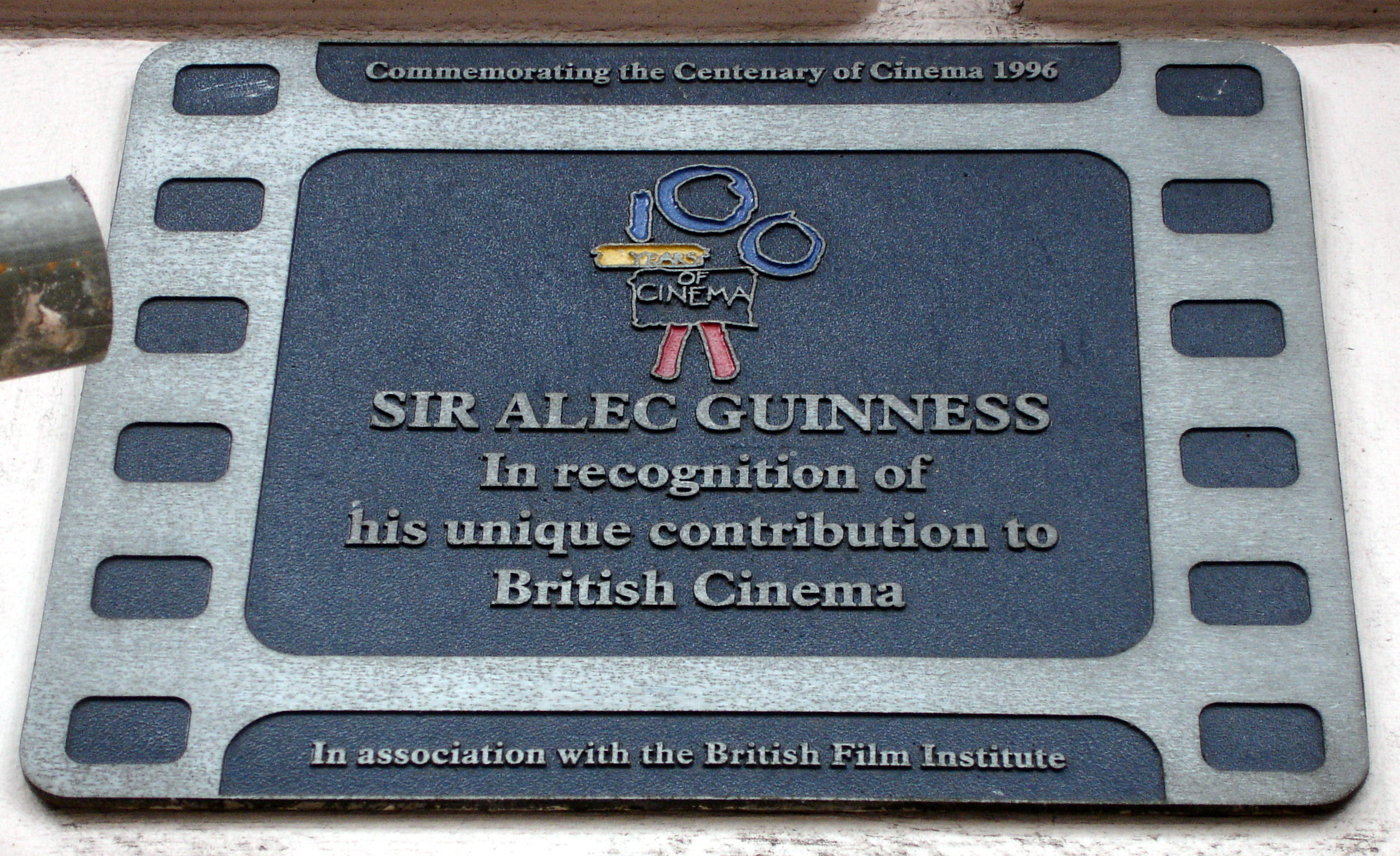
Plaque installée par le British Film Institute dans la ville de Westminster, Londres, en reconnaissance de la contribution d'Alec Guinness au cinéma britannique.

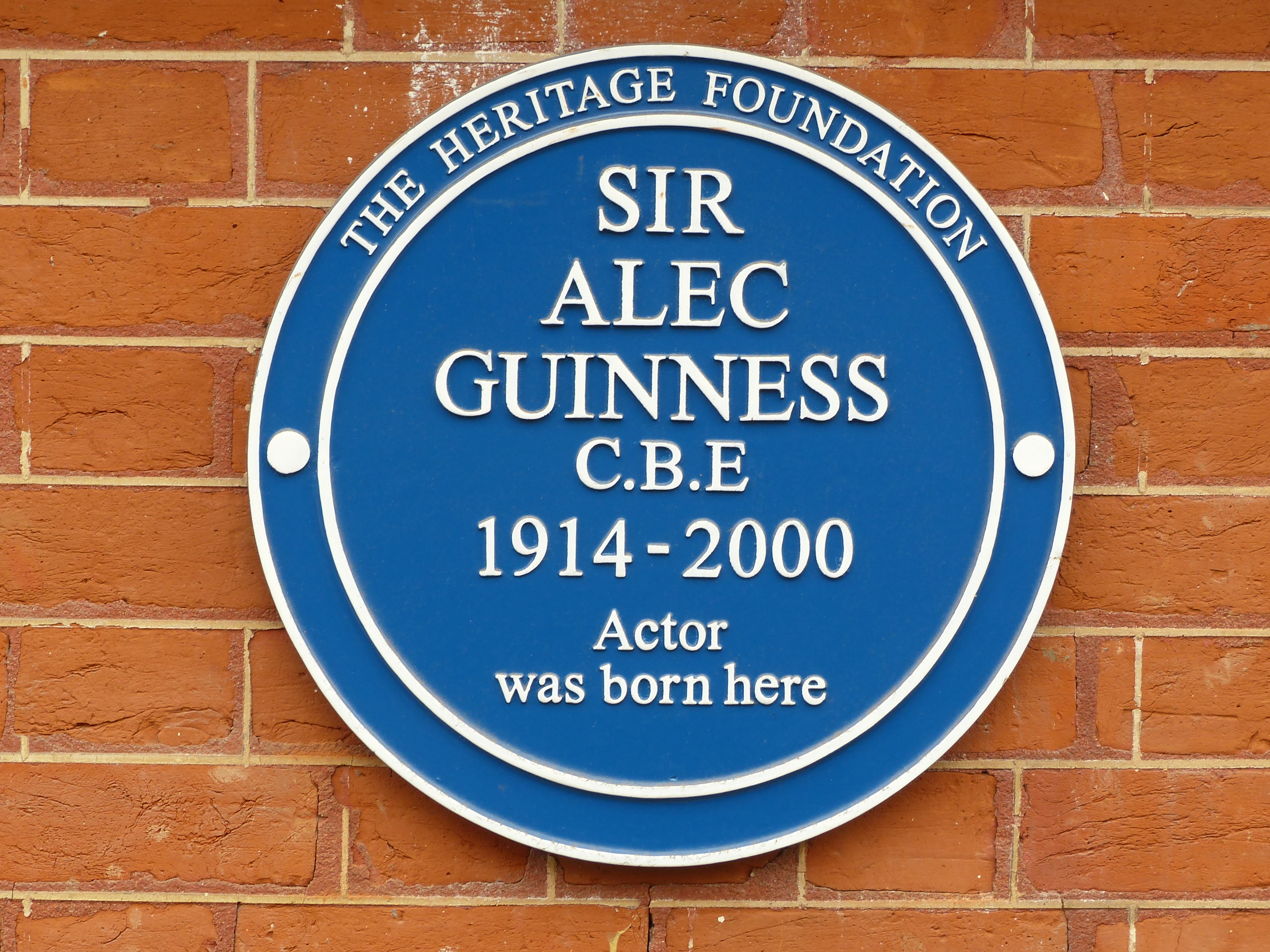
Blue plaque commémorant la naissance d'Alec Guinness à Maida Vale, Londres

Comédien reconnu à la fois par le public et par ses pairs, Alec Guinness a obtenu les distinctions suivantes.

### Récompenses
- 1958 : Oscar du meilleur acteur pour Le Pont de la rivière Kwai
- 1958 : Golden Globe du meilleur acteur dans un film dramatique pour Le Pont de la rivière Kwai
- 1980 : Oscar d'honneur pour l'ensemble de sa carrière.
- 1991 : Docteur honoris causa de l'université de Cambridge.

### Nominations
- 1953 : nomination à l'Oscar du meilleur acteur pour De l'or en barres.
- 1959 : nomination à l'Oscar du meilleur scénario adapté pour De la bouche du cheval.
- 1978 : nomination à l'Oscar du meilleur second rôle masculin pour Star Wars, épisode IV : Un nouvel espoir.
- 1989 : nomination à l'Oscar du meilleur second rôle masculin pour La Petite Dorrit.

### Décorations
- Commandeur de l'ordre de l'Empire britannique (CBE) (1955).
- Chevalier (Knight Bachelor) par la reine Élisabeth II (1959)[8] pour son travail au cinéma et au théâtre.
- Membre de l'ordre des compagnons d'honneur (CH) (1994)[a].

## Voix françaises
| - Gérard Férat dans : - Le Moineau de la Tamise - De l'or en barres - Le Pont de la rivière Kwaï - Notre agent à La Havane - Lawrence d'Arabie - La Chute de l'empire romain - Le Secret du rapport Quiller - Michel Roux (*1929 - 2007) dans : - Noblesse oblige - L'Homme au complet blanc - Le Cygne - Le Bouc émissaire - Paradiso, hôtel du libre-échange - Philippe Dumat (*1925 - 2006) dans : - Star Wars, épisode IV : Un nouvel espoir - Star Wars, épisode V : L'Empire contre-attaque - Star Wars, épisode VI : Le Retour du Jedi - La Route des Indes | - Gabriel Cattand (*1923 - 1997) dans : - Tueurs de dames (2e doublage) - Cromwell - Jacques Thébault (*1924 - 2015) dans : - Le Docteur Jivago - Les Comédiens Et aussi : - Serge Nadaud (*1908 - 1995) dans Oliver Twist - Marc Cassot (*1923 - 2016) dans Les Mutinés du Téméraire - Yves Brainville (*1914 - 1993) dans Les Dix Derniers Jours d'Hitler - René Bériard (*1917 - 1998) dans Un cadavre au dessert - Georges Aminel (*1922 - 2007) dans Le Petit Lord Fauntleroy - Jean Topart (*1922 - 2012) dans La Guerre des abîmes - Raymond Gérôme (*1920 - 2002) dans Kafka |